# 马启伟
马启伟（1919年—2003年），男，福建厦门人，中国运动心理学家、排球运动专家，曾任北京体育学院院长，中国排球协会副主席。

## 家庭
父亲马约翰。